# Hadena acanthus
Hadena acanthus là một loài bướm đêm trong họ Noctuidae.